# Anna Bieleń-Żarska
Anna Bieleń-Żarska (ur. 22 lipca 1979 w Kędzierzynie-Koźlu), polska tenisistka, występująca na światowych kortach od 1994 roku.
W karierze zawodowej Anna nie wygrała żadnego turnieju z cyklu WTA, jednak dziewięciokrotnie triumfowała w turniejach ITF, zarówno w grze pojedynczej, jak i podwójnej. Grała prawą ręką z oburęcznym bekhendem. W kwietniu 2000 roku osiągnęła najwyższą, 146 pozycję w światowej klasyfikacji tenisistek, a rok później uzyskała także najwyższe miejsca w grze podwójnej. Do jej największych sukcesów zawodowej kariery zalicza się półfinał deblowego turnieju w Sopocie w 2001 roku oraz ćwierćfinał gry podwójnej w 1998 roku w tym samym mieście w parze z Haną Šromovą. Reprezentantka Polski w Pucharze Federacji. Po raz ostatni występowała na światowych kortach w 2005 roku.

## Wygrane turnieje rangi ITF
| turnieje z pulą nagród 100 000 $ |
| turnieje z pulą nagród 75 000 $  |
| turnieje z pulą nagród 50 000 $  |
| turnieje z pulą nagród 25 000 $  |
| turnieje z pulą nagród 15 000 $  |
| turnieje z pulą nagród 10 000 $  |

### Gra pojedyncza
|    | Data       | Turniej  | Kat. | ($)    | Naw.   | Finalistka           | Wynik         |
| 1. | 01/09/1996 | Warszawa | ITF  | 10 000 | ziemna | Zuzana Lešenarová    | 6:1, 6:3      |
| 2. | 20/09/1998 | Biograd  | ITF  | 10 000 | ziemna | Anastasija Myskina   | 6:4, 5:7, 7:6 |
| 3. | 20/06/1999 | Poznań   | ITF  | 10 000 | ziemna | Stanislava Hrozenská | 7:5, 6:3      |
| 4. | 27/06/1999 | Sopot    | ITF  | 25 000 | ziemna | Magda Mihalache      | 6:2, 6:3      |

### Gra podwójna
|    | Data       | Turniej          | Kat. | ($)    | Naw.     | Partnerka             | Finalistki                           | Wynik            |
| 1. | 15/12/1997 | Cascais          | ITF  | 10 000 | ziemna   | Kristin Freye         | Angelika Bachmann Magda Mihalache    | 6:7(4), 6:0, 6:4 |
| 2. | 08/06/1998 | Kędzierzyn-Koźle | ITF  | 10 000 | ziemna   | Katarzyna Teodorowicz | Milena Nekvapilova Hana Šromová      | &;^(5), 6:1      |
| 3. | 01/03/1999 | Buchen           | ITF  | 10 000 | dywanowa | Adrienn Hegedus       | Angelika Bachmann Lisa Fritz         | 6:4, 6:2         |
| 4. | 24/05/1999 | Kędzierzyn-Koźle | ITF  | 10 000 | ziemna   | Katarzyna Teodorowicz | Wałerija Bondarenko Alona Bondarenko | 5:7, 6:4, 6:1    |
| 5. | 08/07/2002 | Toruń            | ITF  | 10 000 | ziemna   | Lenka Tvaroskova      | Zuzana Cerna Iveta Gerlova           | 7:5, 4:6, 6:4    |